# 동수천
동수천(東樹川)은 인천광역시 부평구 부평동 만월산 부평남부체육센터(옛 경찰종합학교) 부근에서 발원하여 북쪽으로 흘러 동수천로를 지나 삼산동에서 굴포천으로 합류하던 하천이다. 현재는 모든 구간이 복개되어 있으며, 길주로 부근부터는 부개동과 삼산동에 있는 두 곳의 배수펌프장에서 시작되어 굴포천으로 이어지는 지하 수로로 남아 있다. 발원지에서 길주로까지의 길이는 3.377 km 정도이다.